# Nineteen minutes
Nineteen Minutes (2007) és la catorzena novel·la de l'autora nord-americana Jodi Picoult. Va ser el primer llibre de Picoult en debutar al número 1 de la llista de best-sellers del New York Times. Aquesta novel·la explica la història d'un tiroteig a una escola, incloent-hi els esdeveniments que porten a l'incident i les repercussions posteriors.

## Argument
La història comença el 6 de març del 2007 al petit poble de Sterling, a New Hampshire, on es presenta la vida d'un grup de personatges en "un dia normal". Aquests personatges inclouen Alex Cormier, una jutgessa superior; la seva filla Josie, una alumna de secundària; Lacy, Lewis i Peter Houghton; el detectiu Patrick Ducharme; i diverses futures víctimes.
A l'institut local, Sterling High, es viu un dia rutinari dels alumnes a les classes, al gimnàs i a la cafeteria. De cop, se sent una explosió forta al pàrquing de l'institut, provinent d'una bomba situada al cotxe del Matt Royston. Mentre els alumnes són espantats pel soroll, es disparen un seguit de trets. Quan el Patrick, l'únic detectiu de la policia de Sterling, arriba a Sterling High, recorre l'institut per cercar l'autor dels fets, que sembla ser un alumne. Després de passar per diversos estudiants morts i ferits, el Patrick atrapa i arresta l'atacant, Peter Houghton, a la sala d'armaris, on troba dos alumnes, la Josie Cormier i el Matt Royston, estirats a terra i envoltats de sang. El Matt mor i la Josie no ha resultat greument ferida, no obstant està xocada i no recorda amb exactitud el que ha passat.
L'atac de l'estudiant Peter Houghton posa fi a la vida de deu persones (nou alumnes i un professor) i fereix moltes altres més.
Al llarg de la història, el temps de la història juga amb el present i el passat que recorden els tràgics records del tiroteig. En el passat, el lector aprèn que en Peter i la Josie eren amics íntims. Peter era sovint víctima de bullying a l'escola, i la Josie sovint el defensava. Els amics es van anar allunyant a poc a poc a mesura que van anar creixent: la Josie es va unir a la multitud popular per protegir els seus propis interessos, veient la seva relació amb en Peter com a vergonyosa. La història presenta en Peter com un marginat també a casa; en Peter creu que el seu germà gran, en Joey, és el preferit dels seus pares. En Joey és un estudiant popular excel·lent i un atleta, però se sent obligat a ridiculitzar en Peter per protegir la seva reputació, fins i tot fabrica una història inventant-se que el Peter va ser adoptat. Quan el Joey mor en un accident de cotxe el 2006, la Lacy i el Lewis Houghton estan massa afectats per prestar atenció al seu fill restant, creant una escletxa major entre el Peter i els seus pares.
En el seu segon any, la Josie comença a sortir amb en Matt, un atleta popular que dirigeix els seus amics Drew Girard i John Eberhard en el bullying en Peter. En Matt sovint insulta i jutja en Peter qüestionant la seva orientació sexual. Aquest bullying s'intensifica un cop en Matt comença a sortir amb la Josie i ha de fer esforços possessius per mantenir-la lluny d'altres nois. En una ocasió, en Peter s'acosta a la Josie després de l'escola per intentar parlar-li. En Matt el colpeja, deixant en Peter humiliat davant tota l'escola.
Als flashbacks que apareixen durant la novel·la també es revelen diverses subtrames: la difícil relació entre la Josie i la seva mare soltera i el dilema d'aquesta de ser jutgessa i mare, l'escapada de Peter de la intimidació al món dels videojocs, la por de Josie de caure de la popularitat i el seu pla de suïcidi, el comportament abusiu del Matt cap a la Josie, l'embaràs de la Josie i el seu posterior avortament, així com l'aixecament de caça de Lewis Houghton amb el seu fill Peter.
Un mes abans de la massacre, el Peter s'adona que té sentiments per la Josie, i li envia un correu electrònic expressant el seu amor. En Courtney Ignatio llegeix aquest correu electrònic abans que la Josie i fa que en Drew el reenvií a tota l'escola. Després, Courtney convenç a en Peter que la Josie li agrada. El Peter demana a la Josie que es reuneixi amb ell més tard durant el dinar, només per patir humiliació pública quan el Matt li baixa els pantalons i li exposa els genitals en una cafeteria plena d'estudiants. L'atrocitat del Peter es desencadena la mateixa matinada del tiroteig quan encén el seu ordinador i obre accidentalment el correu electrònic que li va escriure a la Josie.
Després de la matança, el Peter és enviat a la presó mentre el judici segueix el seu curs. El Peter admet haver assassinat a deu persones i ferit a dinou més. El Jordan, l'advocat defensor del Peter, utilitza el síndrome de la persona maltractada, causat per l'assetjament i l'abús com a base per convèncer el jurat que les accions de Peter estaven justificades a causa del seu sofriment pel trastorn d'estrès posttraumàtic. En Jordan argumenta que estava en un estat dissociatiu en el moment del tiroteig. En l'última etapa del judici, Josie revela que ella era qui va disparar a Matt la primera vegada a l'estómac després de recollir una pistola que va caure de la bossa del Peter. Admet després que ho va fer a causa del comportament abusiu que havia patit mentre estava en relació amb ell i el Peter va disparar després el segon tret fatal; un cop al cap. El Peter li va prometre que no li diria a ningú el que havia fet, i va mantenir aquesta promesa, feliç de tenir a la Josie com amiga de nou.
Finalment, el Peter és condemnat per vuit casos de primer grau d'assassinat i dos de segon grau d'assassinat i és condemnat a cadena perpètua. Un mes després, Peter se suïcida ofegant-se amb un mitjó a la gola.
Al final del llibre, un any després de la data de la matança, la Josie ha rebut una condemna de cinc anys per còmplice en l'homicidi imprudent i és visitada regularment a la presó per la seva mare. Durant tot el llibre, la Josie mai va explicar tota la història, repetint en lloc d'això: "No ho recordo". Quan la Josie admet que va disparar al Matt, la condemna de Peter es redueix. L'Alex i el Patrick, que esperen el seu primer fill, caminen pels passadissos de l'institut. Sterling High ha estat extensament remodelat després de la matança. La cafeteria, el gimnàs i els vestidors on es va produir la matança han estat substituïts per un gran atrium de vidre amb un memorial per als morts al centre, una fila de deu cadires blanques fixades a terra. Una placa declara l'edifici "A Safe Harbor", que significa "Un port segur".

## Personatges
- Peter Houghton: És el protagonista. Un nen estrany, que ha estat víctima de bullying durant la major part de la seva vida. Té un gran interès pels ordinadors i els videojocs. El Peter porta ulleres, la qual cosa el converteix en un objecte freqüent de burla i va mantenir una gran amistat amb la Josie Cormier fins a l'adolescència, quan ella es va distanciar d'ell i va triar fer amistat amb els alumnes populars. Després que la seva amistat amb la Josie es deteriorés, el Peter es va fer amic d'en Derek, i sovint creaven videojocs junts. La vida familiar del Peter és rocosa; sembla que mai hagués entès els seus pares, malgrat els millors esforços de la seva mare. El seu germà gran, Joey, es burlava de Peter i sovint alimentava el bullying cap a ell, fins i tot inventant-se que Peter era adoptat. Durant els seus anys de secundària, el Peter s'adona que està enamorat de la Josie, provocant una cadena dràstica d'esdeveniments. El Peter envia un correu electrònic a la Josie amb una carta d'amor, que és interceptat per alguns dels amics populars de la Josie. Aquest esdeveniment és el catalitzador de les accions de Peter. Després d'un llarg judici i la seva posterior condemna per assassinar i perjudicar greument els seus companys de classe, el Peter mor per suïcidi a la presó decidint inserir un mitjó a la gola.

- Josie Cormier: La que abans era la millor amiga lleial i dolça d'en Peter, la seva relació es trenca a l'adolescència quan la Josie decideix formar part del grup popular. Durant els anys, la Josie té grans dificultats per mantenir la seva imatge, dividida entre el que se l'espera que sigui i com vol ser realment. La Josie s'adona de la superficialitat del seu grup i fins i tot ho reconeix a vegades, però té por de deixar-los, té temor de l'obscuritat social. La Josie té una gran antipatia per la manera en què tracten els seus amics i als estudiants menys populars, però mai no és capaç de plantar cara. A més, la vida familiar de la Josie no és perfecta; té una relació tensa amb la seva mare i mai no ha conegut el seu pare. Depèn del Matt per tenir suport emocional, tanmateix, en Matt la maltracta físicament i ella mai no el deixa. En una darrera volta a la novel·la, es revela que la Josie va disparar al Matt a l'estómac el dia de la fúria d'en Peter. Finalment, la Josie és condemnada a cinc anys de presó.

- Alex Cormier: És la mare de la Josie. Al llarg de la novel·la, els flashbacks revelen que tenia problemes per connectar amb la seva filla. L’Alex també és la jutgessa assignada al judici del Peter.

- Patrick Ducharme: És un detectiu de la Força Policial de Sterling i l'interès amorós de l’Alex. És un personatge recurrent. El Patrick és el detectiu principal en el cas del tiroteig a l'Institut de Sterling. Al final de la novel·la, ell i l’Alex estan involucrats romànticament i esperant el seu primer fill.

- Lacy Houghton: És la mare del Peter. Lluita per comprendre les accions del seu fill. Quan descobreix que el Joey, el germà gran del Peter, era adicte a la heroïna, es desfà de les proves, ja que no pot acceptar que el seu fill difunt fos res més que perfecte.

- Lewis Houghton: És el pare del Peter. Un economista de la felicitat i professor universitari. Té moltes armes, que es guarden a la casa, i s'utilitzen sovint per caçar. El Lewis va intentar introduir al Peter en la caça i sovint el porta amb ell, però al Peter no li interessava. Quan el Peter estava a la presó, esperant el judici, el Lewis no el va visitar, sinó que va preferir anar a la tomba de les víctimes del tiroteig. Es revela que el Lewis preferia al Joey, el germà gran del Peter, per sobre del Peter, però només reconeix aquesta veritat a la fi de la novel·la.

- Matt Royston: És el xicot de la Josie. El Matt és el noiet més popular de l'institut Sterling i un jugador d’hoqueiagressiu. El Matt i el seu millor amic, el Drew, van començar a assetjar en Peter a la guarderia. L'assetjament inclou empentes, cops de colze, cops, treure-li els pantalons a en Peter, provocació i insults. El Matt maltracta la Josie i en una ocasió li va trencar la cama i la va manipular per tenir relacions sexuals. Finalment, el Matt és la víctima de l'últim tiroteig a l'escola i és l'únic ferit que rep dos trets.

- Jordan McAfee: És l'advocat defensor d’en Peter. Té un fill petit i un fill gran i està casat amb Selena McAfee. Representa en Peter perquè creu que es mereix un judici just.

- Selena McAfee: És la dona de Jordan que ajuda al seu marit amb el cas i és una de les poques persones que sent simpatia pel Peter. La Selena és un personatge recurrent que apareix junt amb Jordan i el fill d’en Jordan del seu primer matrimoni, Thomas McAfee.

- Drew Girard: És un estudiant popular i el millor amic del Matt. Ell, juntament amb el Matt, acostumaven a assetjar al Peter repetidament. El Drew va rebre un tret a l'espatlla mentre fugia amb el Matt i la Josie dels trets.

- John Eberhard: És un estudiant popular que va patir una ferida al cap durant la matança. Va quedar amb greus danys cerebrals i ara té una discapacitat mental.

- Brady Pryce: És un estudiant popular que va sortir amb la Haley Weaver. Ell i la Haley eren considerats "Els Brangelina de Sterling High". Va resultar ferit protegint a la Haley durant la matança.

- Haley Weaver: És la nòvia del Brady Pryce, una estudiant d’últim any de Sterling High. Abans de la matança, va ser escollida Reina del Ball de la Llar. Va quedar desfigurada a la matança i va necessitar diverses operacions de cirurgia plàstica a la cara.

- Derek Markowitz: L'únic amic del Peter després que la Josie esdevingués amiga del grup popular. Ell i el Peter es van conèixer quan les seves mares els van obligar a jugar junts a futbol. Els joves són amics des de llavors. El Derek gaudeix creant jocs informàtics, diversos dels quals van ser co-creats amb el Peter.

- Ed McCabe: És un professor de matemàtiques gai i encobert que mor durant la massacre. Va oferir suport al Peter, que estava confós sobre la seva sexualitat en un flashback de la novel·la.

- Courtney Ignatio: És una noia popular que és amiga de la Josie, després que ella i el Peter tinguessin una discussió. La Courtney mor després de rebre un tret al pit durant la massacre. Va assetjar al Peter sense parar, convencent-lo de que la Josie tenia sentiments per ell i humiliant-lo públicament.

- Joey Houghton: És el germà mort del Peter. El Joey era vist com "el fill tot americà", bones notes, gran atleta, etc. No obstant això, això és contradit per les seves accions més endavant en la història (com quan va assetjar al Peter o quan va fer servir heroïna). El Joey va ser assassinat per un conductor sota els efectes de l'alcohol.

- Logan Rourke: És el pare biològic de la Josie. Casat i desinteressat en la vida de la Josie. Va intentar subornar a la Josie amb diners per deixar-lo en pau.

### Víctimes
En ordre de mort:
- Maddie Shaw: Amiga de la Josie i estudiant popular. És la primera en morir.
- Courtney Ignatio: Amiga de la Josie i estudiant popular. Es revela que la Courtney i el Matt Royston van ser els catalitzadors que van provocar l'atac.
- Whit Obermeyer: Un estudiant disparat al passadís.
- Topher McPhee: El xarlatà de marihuana més conegut de l'escola.
- Grace Murtaugh: La filla del ministre del poble.
- Kaitlyn Harvey: Estudiant de primer any amb síndrome de Down.
- Edward McCabe: L'únic professor assassinat i antic professor de matemàtiques del Peter.
- Noah James: Estudiant de darrer any i esportista.
- Justin Friedman: Destaca per parlar Elvish i no ser un atleta, és jueu.
- Matt Royston: Un esportista popular, el violent xicot de la Josie i el maltractador d’en Peter de tota la vida. Es revela que la Josie li va disparar un cop a l'estómac i el Peter un cop al cap.

## Rebuda
El llibre va rebre crítiques generalment favorables per part dels crítics, tant per la seva escriptura, el desenvolupament dels personatges, els revolts dels esdeveniments i les qüestions morals plantejades, incloent pressió dels companys, popularitat, imatge personal, assetjament escolar, traïció i engany, dubte sobre l'orientació sexual, violència entre adolescents, suïcidi, violència dels videojocs, paternitat soltera i barreres de comunicació entre adolescents i adults.
L'Associated Press va reconèixer que, si bé la culpa del Peter no pot ser qüestionada des d'una perspectiva legal, és difícil per als lectors saber on posar la culpa mentre la història es desenvolupa. The Rocky Mountain News va coincidir, afirmant que, mentre l'escena inicial del tiroteig deixa clar qui són les víctimes i el criminal, a mesura que la novel·la avança, Picoult aconsegueix posar a prova aquestes suposicions, fins que els malvats i les víctimes semblen barrejar-se en un matís de formació d'aliances i rebuig.
The Free Lance-Star va mencionar que “Nineteen minutes” va crear una història amb dues bandes que ajuda als lectors a comprendre tot sobre l'atac escolar, que és més del que la cobertura mediàtica normal proporcionarà sobre aquest tipus de tragèdia. El New York Times va elogiar l'escriptura de Picoult, comentant que "escriu amb solidesa i claredat, cosa que la converteix en una raritat entre els autors populars". The Washington Post va dir que el llibre no només és un thriller "plè amb carnificina desconcertant, descobriments urgents i revelacions a l'onzena hora", sinó també una font de preguntes morals serioses sobre les relacions entre nens i adults, i entre nens mateixos. The Boston Globe va considerar que Nineteen minutes "és una desconstrucció penetrant de l'alienació juvenil, les conseqüències devastadores de l'assetjament escolar i els efectes alarmants de la negligència benigna".
Un punt ambigu en la història és la identitat de l'autor de les entrades del diari escrit a mà a l'inici dels capítols del llibre, amb el New York Times dient que aquest escriptor pot ser o no ser el Peter, encara que "no sona com ell" i esmenta que si l'autor s'identifica o no "no importa"; l'autor pot ser la Josie o el Peter, i el punt és que les peces del diari "proporcionen comprensió del funcionament de la ment adolescent", demostrant que "no són tan diferents". El Peter, el tirador, també és assenyalat per USA Today com a un estudiant solitari intimidat més similar al delicte de l'atac de l'escola Heath High School el 1997 a Paducah, Kentucky, que els delictes de la massacre de l'escola secundària de Columbine (tots dos incidents de trets esmentats en la història i utilitzats per Picoult com a materials de recerca).

## Censura
El 2022, Nineteen Minutes va estar entre els 52 llibres prohibits pel districte escolar d'Alpine després de la implementació de la llei H.B. 374 de Utah, "Materials Sensibles a les Escoles". El quaranta-dos per cent dels llibres eliminats "contenen personatges o temes LGBTQ +". Molts dels llibres van ser eliminats considerant que contenien material pornogràfic segons la nova llei, que defineix la pornografia segons els següents criteris:
- "L’habitant estàndard" consideraria que el material, en general, "atrau l'interès prurient pel sexe".[11]

- El material "és evidentment ofensiu en la descripció o representació de la nuesa, la conducta sexual, l'emoció sexual, el masoquisme sàdic o l'excreció".[11]

- El material, en general, "no té seriositat literària, artística, política o científica".[11]

## Elements autobiogràfics
Jodi Picoult diu que els seus "fills han lluitat amb la inclusió social i l'assetjament" el que els va convertir en "cobais" per als personatges de la novel·la. Picoult va comprendre que el tema de l'assetjament era universal perquè tothom ha experimentat l'assetjament d’alguna forma al llarg de la seva vida.